# القزامة في الثقافة

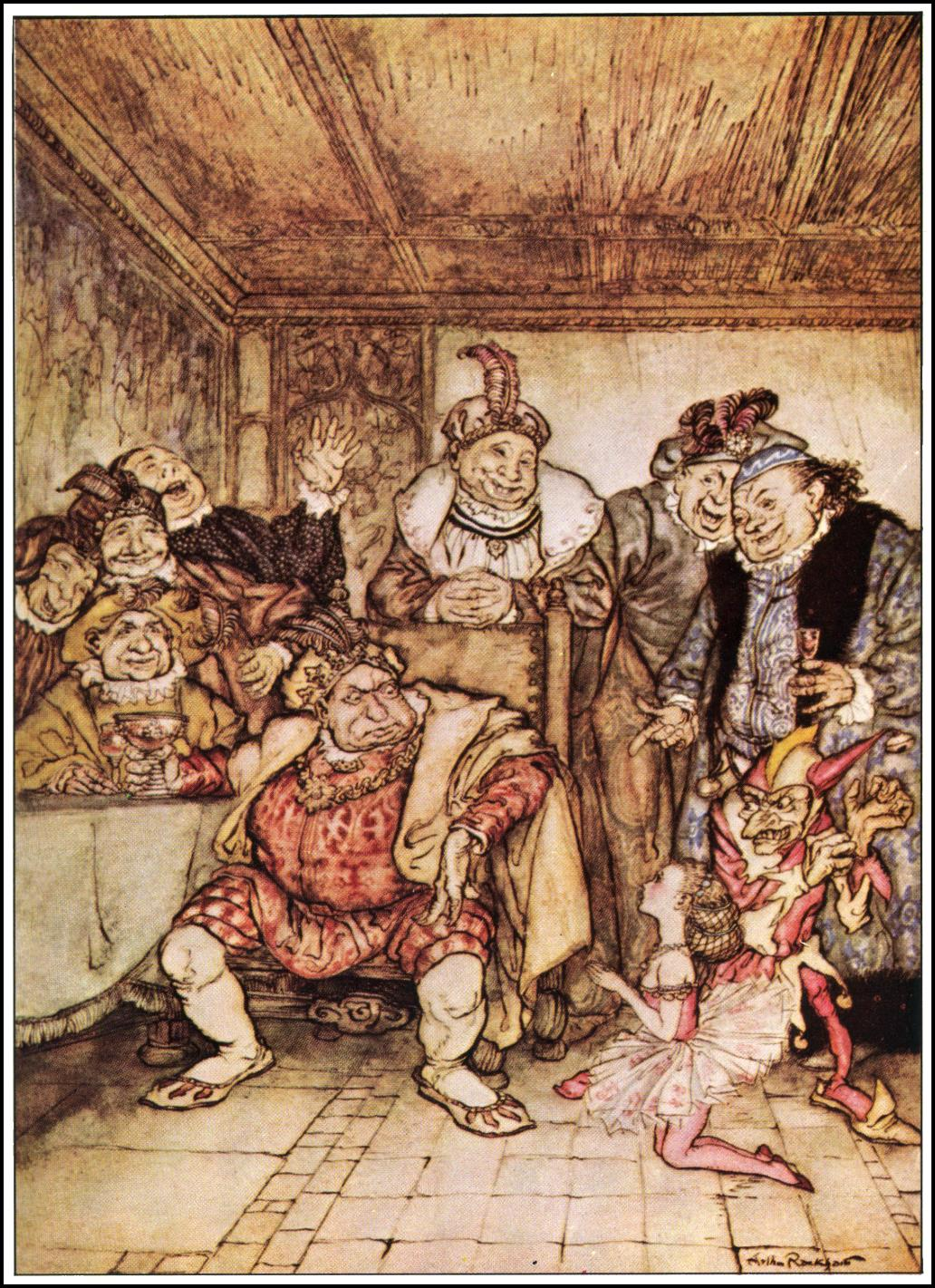
إدغار آلان بو والقزامة في الأدب: دراسة في قصة 'Hop-Frog'

صُورت القزامة في أنواع متعددة من وسائل الإعلام. ومع زيادة شعبية وسائل الإعلام، أصبحت القزامة حالة مألوفة بسبب تصويرها في كثير من الأعمال.

## في الأدب
- كانت القزامة موضوعًا رئيسًا في كثير من الأعمال الأدبية، بدرجات متفاوتة من الواقعية:
- طبل الصفيح للكاتب غونتر غراس. يرفض بطل الرواية أوسكار ماتزيراث النمو، ويمضي في سبل الحياة مختبرًا أحداثًا كبيرة في التاريخ على هيئة طفل صغير.[1]
- أحجار من النهر للكاتبة أورسولا هيجي. تحاول ترودي مونتاغ، وهي قزمة، العيش في بلدة ألمانية صغيرة خلال الحرب العالمية الثانية. [2]
- القزم للكاتب بار لاغركفيست. تتناول الرواية بالكامل قصة قزم وحياته في دولة مدينة إيطالية.[3]
- صلاة من أجل أوين ميني للكاتب جون إيرفينج. لشخصية أوين ميني، صديق الراوي، صوت حاد مميز.[4]
- هوب فروغ أو الأورانغوتان الثمانية المقيدون، لإدغار ألان بو. الشخصية الرئيسة هوب فروغ وصديقته تريبيتا قزمان. [5]
- سلسلة أغنية الجليد والنار، للكاتب جورج ر ر مارتن. ضمت السلسة شخصية رئيسية، وهي شخصية تيريون لانستر، قزم ذكي حاد الطبع يعاني من عدم تقبل الآخرين له، الذين يسخرون منه ويلقبونه «العفريت».[6]
- ربما القمر للكاتب أرمستايد موبين. بطلة الرواية شخصية كادينس روث، ممثلة قزم يهودية. تستند الشخصية في الواقع إلى صديقة موبين تمارا دي ترو، التي أدت دور شخصية العنوان في فيلم إي تي.

- غييك لوف للكاتبة كاثرين دان. الراوية أوليمبيا بينفيسكي، قزم مهقاء حدباء تمتلك عائلتها كارنفالًا متنقلًا.[7]

## في السينما والتلفاز
كانت القزامة موضوعًا رئيسًا في كثير من أعمال الفنون البصرية، بدرجات متفاوتة من الواقعية:
- في ستينيات وسبعينيات القرن العشرين، اشتُهر الممثل مايكل دن من خلال دوره في المسلسل التلفزيوني ذه وايلد وايلد ويست، بدور الدكتور ميغيليتو لوفلس. في الحلقة التجريبية لمسلسل غيت سمارت ظهر دان إلى جانب ميل بروكس وباك هنري، بشخصية مستر بيغ، رجل العصابة الثري وزعيم مجموعة جريمة عالمية.[8]
- إيفن دوارفس ستارتد سمول لفرنر هيرتزوغ. كان طاقم الفيلم من الأقزام بالكامل. يحكي الفيلم قصة مجموعة من الأقزام المحاصرين في منشأة على جزيرة نائية، يثورون ضد الحراس والمدير.
- ذه تيرور أوف تايني تاون هو فيلم آخر مكون بالكامل من الأقزام طُرح في عام 1938. صُور الفيلم على الطريقة الغربية المعتادة في موقع تصوير كامل، وأتاح المجال لتقديم أُفكوهات بصرية، مثل مشهد رعاة يمرون تحت باب متأرجح.[9]
- في منتصف سبعينيات القرن العشرين، بنى سيد ومارتي كروفت منتزهًا ترفيهيًا في أتلانتا في جورجيا باسم عالم سيد ومارتي كروفت. تضمن المنتزه عروضًا مباشرة على الخشبة، وكان حينها أكبر تجمع «للأشخاص الصغار» منذ تصوير ذه ويزارد أوف أوز في 1937-1938، بالإضافة إلى كونه أكبر منتزه بُني حتى تاريخه. المنشأة التي ضمت المنتزه تضم الآن استديوهات سي إن إن، وسي إن إن للأخبار العاجلة.[10]
- في سبعينيات وثمانينيات القرن العشرين، ظهر الممثل الفليبيني وينغ وينغ في أفلام متعددة، وأدى دورًا لامعًا في فور يور هايت أونلي والجزء الثاني ذه إمبوسيبل كيد. ضم فيلم الخيال تايم بانديتس ستة أقزام. كان الفيلم الهندي أبورفا ساغودهارارغال (الأخوة الفريدون) من إخراج سينغيتام سرينيفاسا راو، واحدًا من أكثر أفلام الأقزام استمراريةً.
- في تسعينيات القرن العشرين، صور مسلسل ساينفيلد شخصية قزم، ميكي أبوت، في سبع حلقات: أدى الممثل داني وودبيرن دور ميكي. في أحد الحلقات، انخرط في مشاجرات جسدية متعددة مع كرامر الذي يبلغ طوله ستة أقدام (نحو 180 سم). نُبذ ميكي من قبل أقرانه الأقزام بسبب استخدام نعل عال في حذائه ليبدو أطول.[11]
- كانت الممثلة والكوميدية الفرنسية ميمي ماثي نجمة المسلسل التلفزيوني جوزيفين أنغ غارديين، الذي بُث على تي إف ون منذ 1997، أدت فيه دور ملاك حارس يساعد مجموعة من الناس في حل مشاكلهم مستخدمةً قواها السحرية وحكمتها.[12]